# Манифест на херцога на Брауншвайг
Манифестът на херцога на Брауншвайг (на немски: Manifest des Herzogs von Braunschweig) е призив към народа на революционна Франция, отправен от командващия обединената австро-пруска армия херцог на Брауншвайг (1735 – 1806) по време на войната на Първата коалиция.

## Предистория
На 20 април 1792 г. революционна Франция обявява война на Австрия (тогава Хабсбургска монархия). Още на 28 април френската армия нахлува в Австрийска Нидерландия. Загрижена от развитието на революцията, Прусия сключва споразумение с Австрия за борба с революционна Франция и възстановяване на властта на Луи XVI. През лятото съюзниците започват да съсредоточават войските си в Кобленц, на френската граница с архиепископството на Трир.